# Superintendentur (Merseburg)

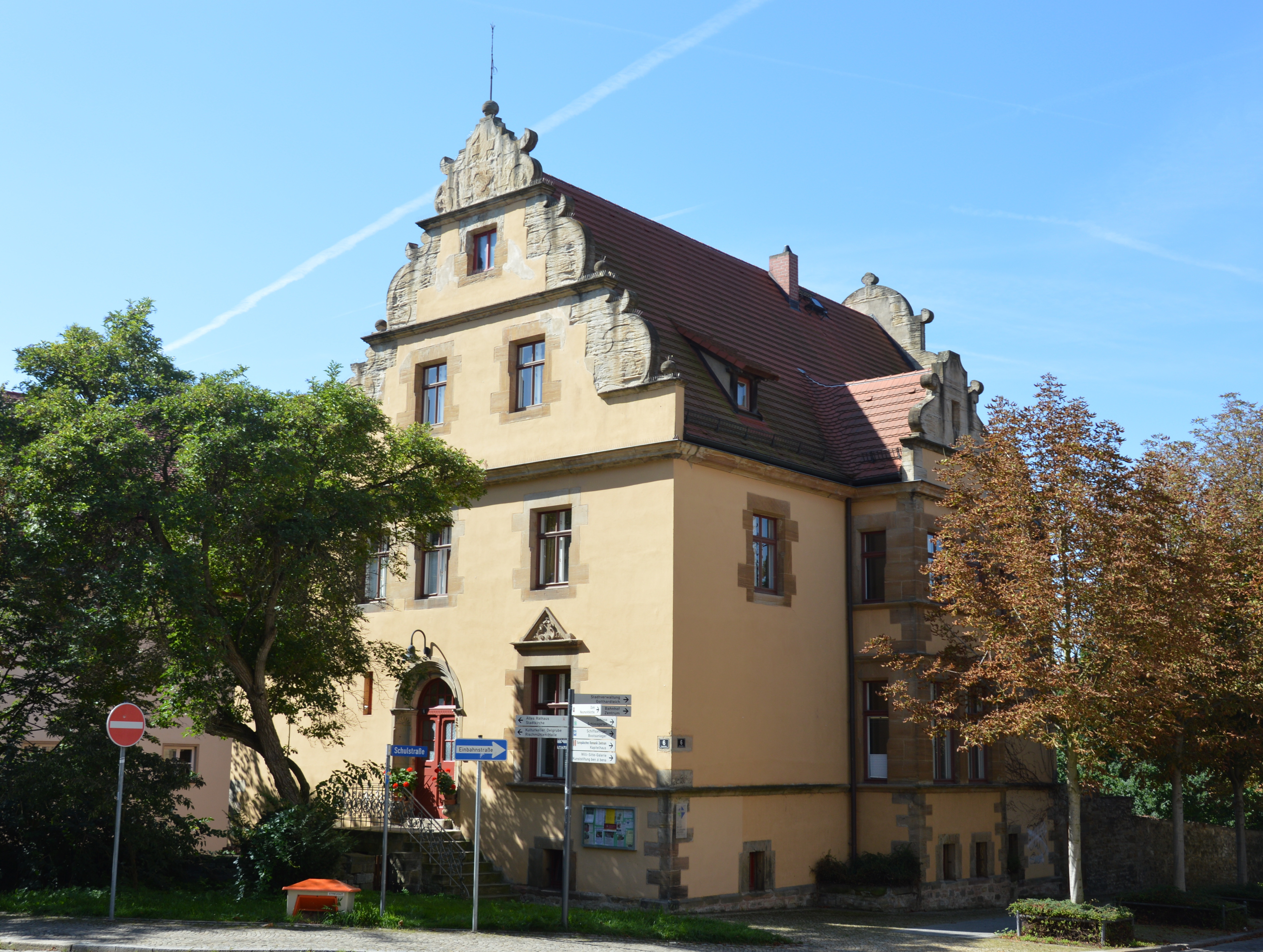
Superintendentur

Superintendentur ist der Name eines denkmalgeschützten Verwaltungsgebäudes in der Stadt Merseburg in Sachsen-Anhalt.

## Lage
Es befindet sich an der Adresse Domstraße 6 in einer markanten Ecklage an der Einmündung der Schulstraße auf die Domstraße.

## Architektur und Geschichte
Das villenartige, das Straßenbild prägende, verputzte Gebäude wurde im Jahr 1902 errichtet. Es diente zugleich als Wohnhaus und Superintendentur und ist zum größten Teil im Stil der Neorenaissance gestaltet. Am Gebäude besteht eine Werksteinportal und eine Gliederung aus Werkstein. Auch heute (Stand 2017) wird das Gebäude kirchlich genutzt und ist Sitz des Kirchenkreises Merseburg der Evangelischen Kirche Mitteldeutschland.
Im örtlichen Denkmalverzeichnis ist das Verwaltungsgebäude unter der Erfassungsnummer 094 20149 als Baudenkmal verzeichnet.